# 小松武平
小松 武平（こまつ ぶへい、1877年（明治10年）5月11日 - 1930年（昭和5年）9月5日）は、長野県の教育者。
長野県上田中学（現長野県上田高等学校）、長野県諏訪中学（現長野県諏訪清陵高等学校）、長野県松本第二中学（現長野県松本県ヶ丘高等学校）校長を務めた。

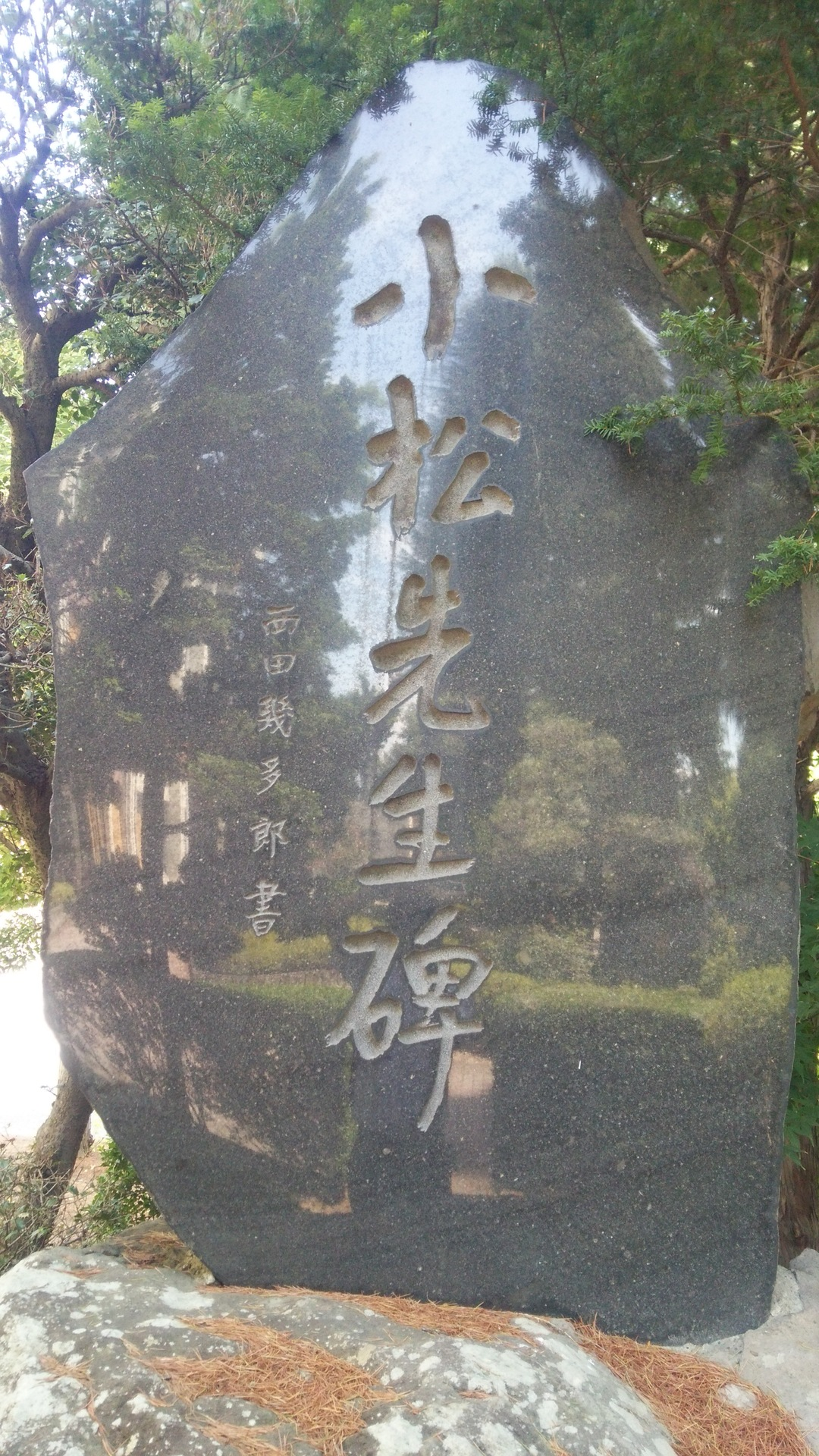
長野県松本県ヶ丘高等学校 初代校長 小松先生(小松武平)碑（西田幾多郎書）

## 来歴
長野県諏訪郡米沢村（現在の茅野市大字米沢にあたる）の鋳物師屋に笹岡初右衛門、わかのの二男として生まれる。
- 1905年（明治38年） 米沢村埴原田の小松家に入籍し、いさのと結婚。
- 1905年（明治38年）東京高等師範学校を卒業。同年、大阪の新設第四高等小学校の訓導兼校長として赴任。
- 1916年（大正5年）長野県上田中学（現長野県上田高等学校）校長として赴任[2]。
- 1919年（大正8年）長野県諏訪中学（現長野県諏訪清陵高等学校）校長として赴任。
- 1921年（大正10年）10月4日から22日まで、全国中学校校長会の朝鮮・満州視察旅行に参加[3]。
- 1923年（大正12年）長野県松本第二中学（現長野県松本県ヶ丘高等学校）初代校長として赴任。
- 1929年（昭和4年）松本二中生徒2名が美ヶ原遠足で遭難死。
- 1930年（昭和5年）松本二中生徒遭難事故対策で疲労激しく病臥し、在職中に逝去。

## 人物
武平は6尺の大男でどこでも大変目立った。彼の教え子の一人元東京地方裁判所判事の樋口和博はそのエッセイ『峠の落し文』の中で、「六尺豊かな体で、街を歩かれる姿は実に威風堂々、頼もしい限りであった」と評している。しかし、気持ちはたいへん細やかで、優しいひとでもあった。大正12年に松本第二中学初代校長となるが、昭和4年に発生した旧制松本二中生徒美ヶ原遭難事故で教え子2名を失うと、その対策で疲労激しく病臥し昭和5年9月に亡くなる。記録をみると今なら死ぬようなことはない腰痛がもとだったようである。前述の樋口は、「小松先生は学校の行事の美ヶ原登山で教え子が遭難したとき、吾が子を失った以上の哀惜と責任を感じて病気になり、その生徒達の名前を呼びながら亡くなられた。」と武平の人柄を偲んでいる。
子供は5人長女澪子、次女百枝、長男攝郎、次男醇郎、三男和郎。長男攝郎は、神戸大学教授で哲学者の小松摂郎、次男醇郎は、京都大学教授で数学者の小松醇郎である。